# Callithea durcki
Callithea durcki är en fjärilsart som beskrevs av Anton Heinrich Fassl 1921. Callithea durcki ingår i släktet Callithea och familjen praktfjärilar. Inga underarter finns listade i Catalogue of Life.